# Stanisław Wilczyński
Stanisław Wilczyński, född 7 maj 1900 i Muszyna, död 17 augusti 1982 i Białka Tatrzańska, var en polsk längdåkare. Vid olympiska vinterspelen 1928 i Sankt Moritz bröt han femmilen.